# Bystra (skała)
Bystra – skała w Ojcowskim Parku Narodowym. Znajduje się na orograficznie lewym, zalesionym zboczu Doliny Prądnika, tuż naprzeciwko stawów z hodowlą pstrąga. Ze skały Jonaszówka w zboczu tym widoczne są 4 grupy skał; kolejno od lewej są to: Czyżówki, Figowe Skały, Ostrogi i Bystra.
Bystra to olbrzymi, zbudowany z wapieni masyw, do Doliny Prądnika opadający pionowymi, a w niektórych nawet miejscach przewieszonymi ścianami. Dobrze widoczne są na nim spękania ciosowe. Z jej szczytu rozciąga się szeroka panorama widokowa na Dolinę Sąspowską.

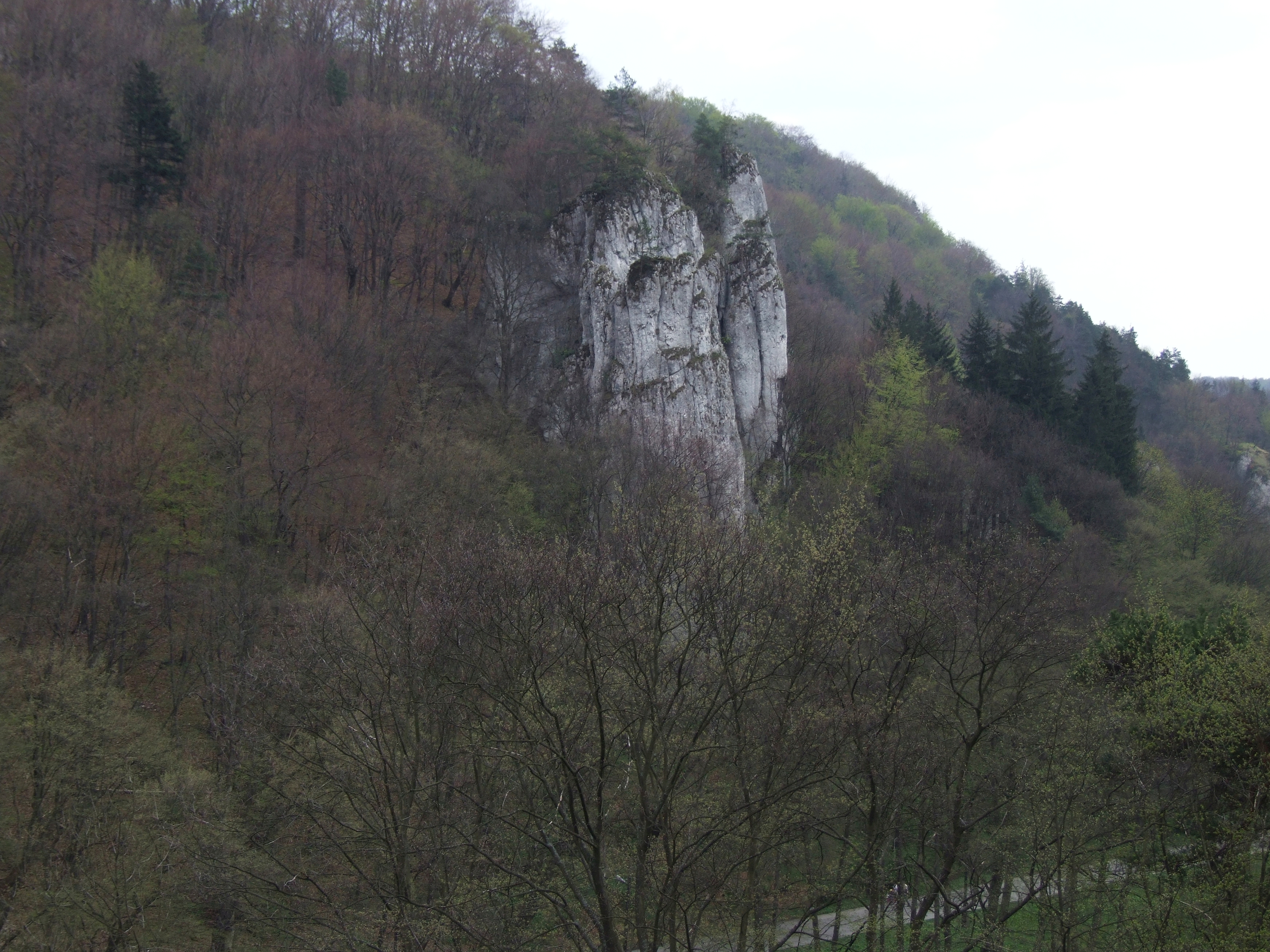
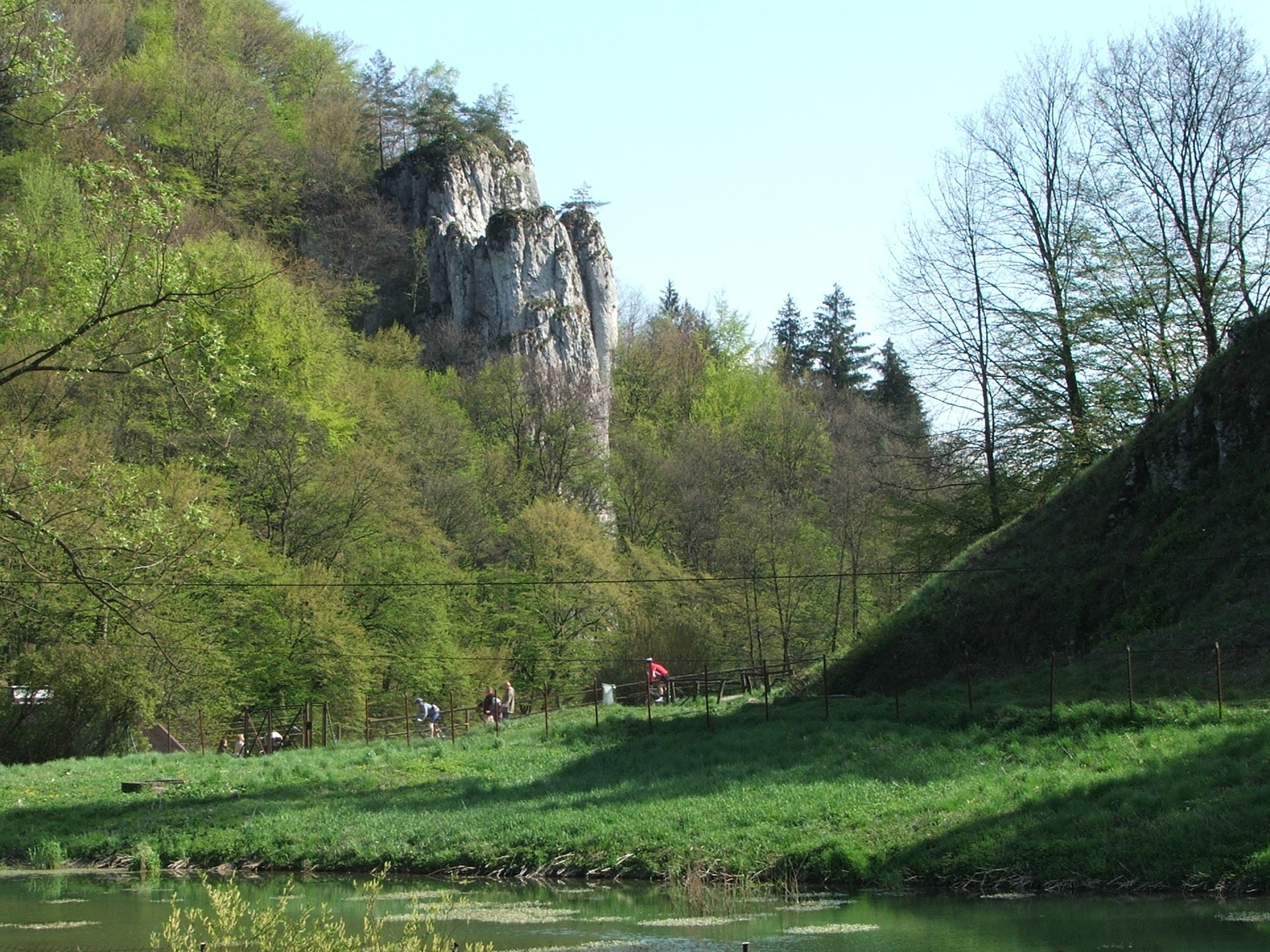
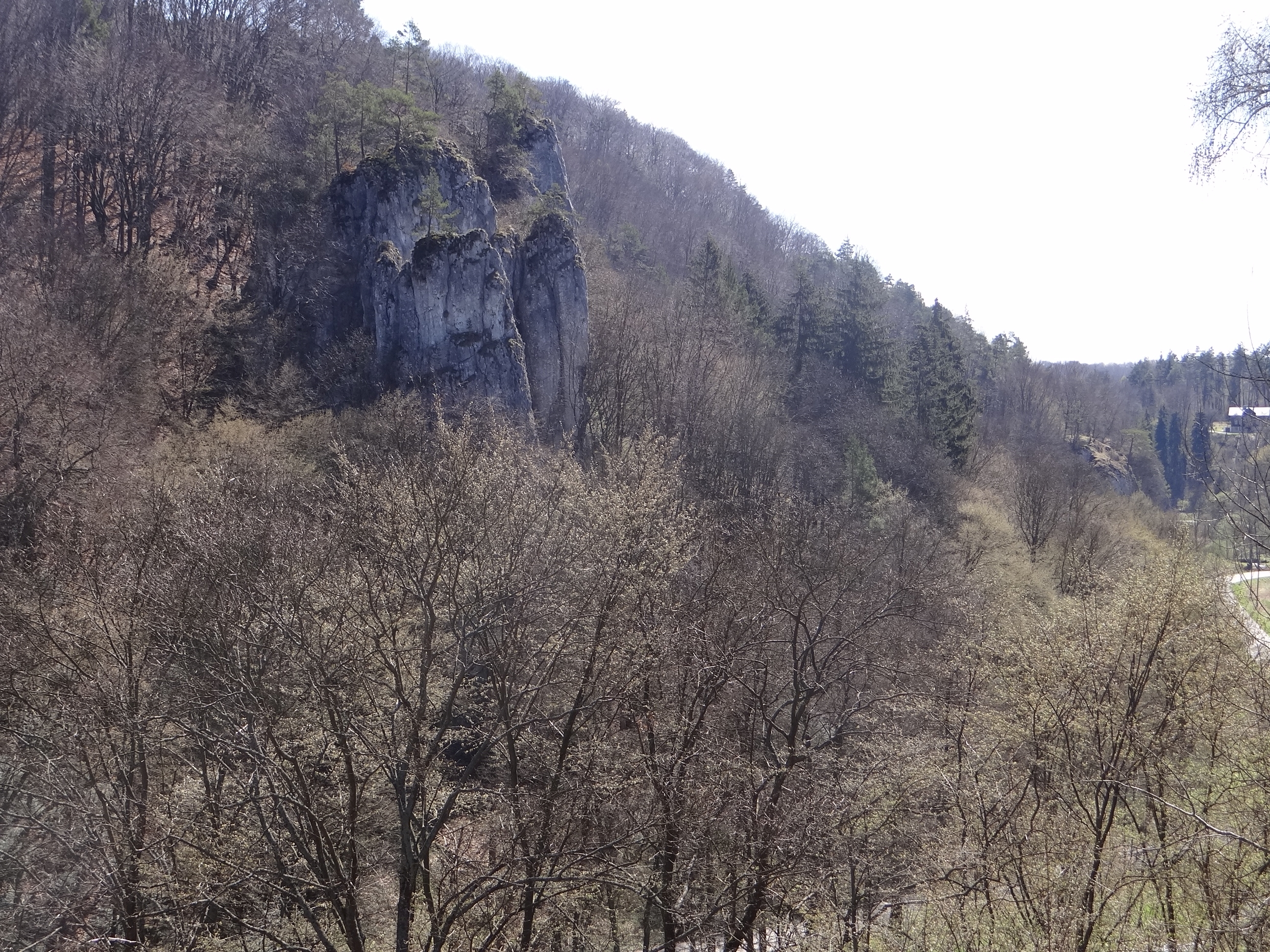
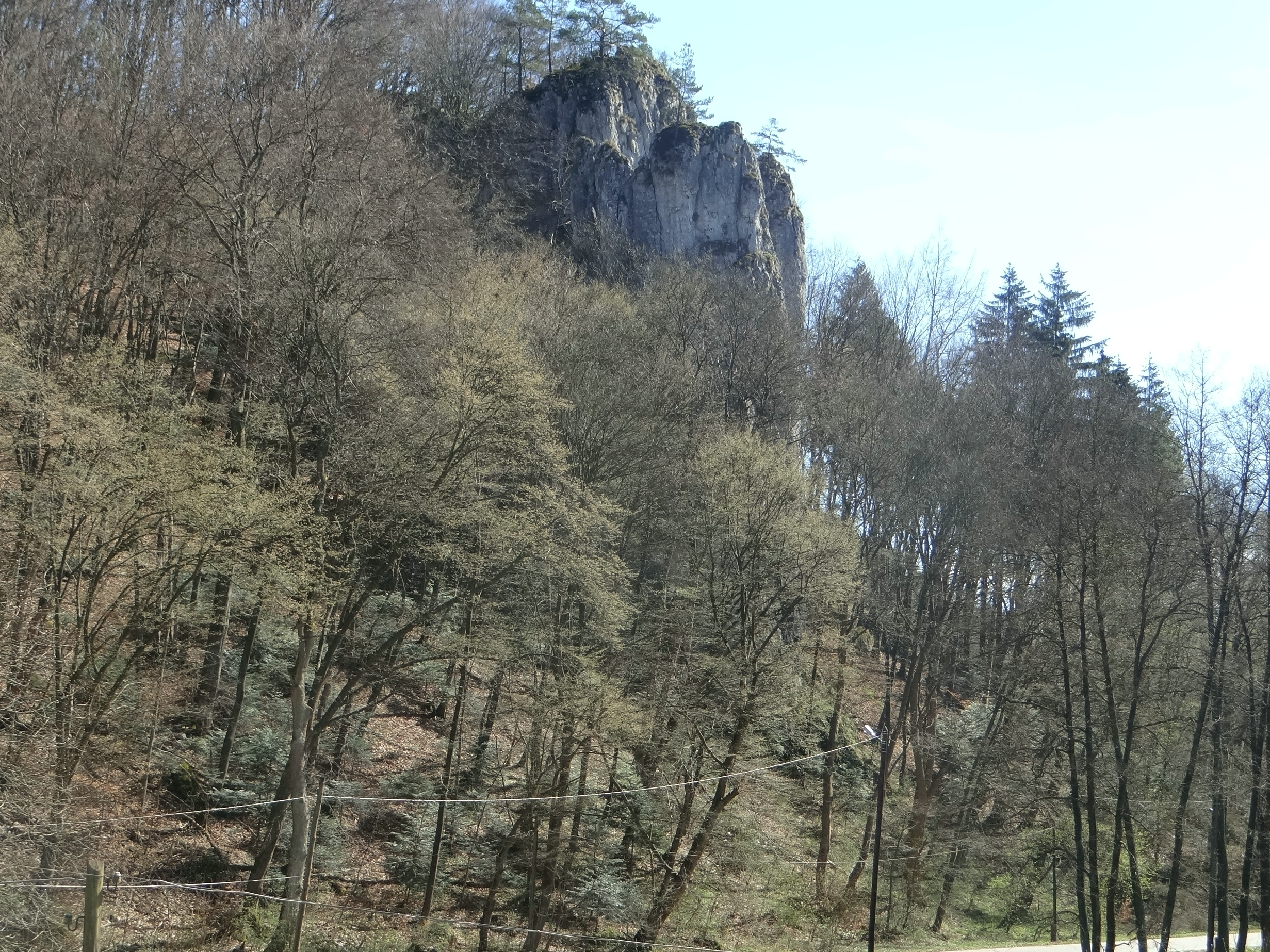